# Palmariaans-Katholieke Kerk
De Christelijke Palmariaanse Kerk van de Karmelieten van het Heilig Gelaat (Spaans: Iglesia Cristiana Palmariana de los Carmelitas de la Santa Faz), dikwijls benoemd met de naam Palmariaans-Katholieke Kerk (Spaans: Iglesia Católica Palmariana) is een klein, schismatisch kerkgenootschap met haar zetel in El Palmar de Troya, in Spanje.
De kerk beschouwt paus Paulus VI en zijn voorgangers als ware pausen. Maar door beweerde verschijningen zijn al zijn opvolgers geëxcommuniceerd en is de Heilige Stoel verplaatst naar El Palmar de Troya. Dit is de situatie sinds de stichting van de kerk in 1978.
De Palmariaans-Katholieke Kerk heeft anno 2018 vier pausen gekend. Clemente Domínguez y Gómez (paus Gregorius XVII) was paus van 1978 tot 2005. Manuel Alonso Corral (paus Petrus II) volgde Domínguez y Gómez op en leidde de kerk tot zijn dood in 2011. Corral werd opgevolgd door Ginés Jesús Hernández (paus Gregorius XVIII). Hernández legde zijn ambt neer in 2016 om te trouwen en werd opgevolgd door Joseph Odermatt (paus Petrus III).

## Geschiedenis

### Oorsprong
In maart 1968, beweerden vier Spaanse schoolmeisjes (alleen bekend als Ana, Josefa, Rafaela en Ana María) dat ze een Mariaverschijning zagen bij een kleine boom op een veld, La Alcaparrosa genaamd dicht bij El Palmar de Troya. Vele mensen kwamen kijken naar de vermeende verschijningen en een aantal mirakels hebben plaatsgevonden. Deze waren gelijkaardig bij de verschijningen die zouden zijn gebeurd in Fátima, Garanbandal en Međugorje. De mensen die deze verschijningen zagen kregen veel bijval, ook van priesters. Een aantal andere personen kreeg visioenen op deze plaats, waaronder ook Clemente Domínguez y Gómez, een kantoorbediende uit Sevilla. Hij groeide uit tot de voornaamste getuige.
De getuigen van de oorspronkelijke verschijningen werden weggestuurd door de lokale bisschop. Zij keerden terug naar hun normale levens en wensten het verleden te vergeten en geen connectie te hebben met de Palmariaanse Kerk. Domínguez beweerde namelijk dat de maagd Maria hem instructies had gegeven om de Katholieke Kerk te ontdoen van "ketterij en progressivisme", en eveneens van communisme.
In 1975 vormde Domínguez een nieuwe religieuze orde, de Orde van de Karmelieten van het Heilig Gelaat, die beweerde "trouw te zijn aan de heilige paus Paulus VI". Er werd geclaimd dat de paus was vastgezet door samenzwerende kardinalen. De orde werd initieel geleid door leken met sacramentele steun van priesters uit Spanje, Portugal en de Verenigde Staten.

### Consecratie van bisschoppen
Om een gegarandeerde toegang tot sacramenten te verzekeren, had de groep van Domínguez eigen bisschoppen nodig. Domínguez schreef een brief naar Marcel Lefebvre om hem tot bisschop te consecreren maar deze sloeg dit voorstel af en zei hem een traditiegetrouwe Vietnamese bisschop te contacteren. In  1976 overtuigde de Zwitserse priester Maurice Revaz de bejaarde Vietnamese aartsbisschop Pierre-Martin Ngo Dinh Thuc van de authenticiteit van de verschijningen. Thuc werd gekozen aangezien hij een pauselijk legaat was. De aartsbisschop geloofde dat hij werd opgeroepen door de maagd Maria om twee leden van de groep (Domínguez en een advocaat genaamd Manuel Alonso Corral) en drie priesters die sympathiseerden met de groep tot bisschop te wijden. Thuc wijdde ook enkele leden tot priester. Clemente Domínguez had een "visioen" terwijl de aartsbisschop aanwezig was. Gedurende het visioen nam hij de baby Jezus, die verscheen tijdens het visioen, en plaatste het in de armen van de aartsbisschop. Dit heeft de doorslag gegeven voor Thuc om de visioenen te geloven en bevestigde zijn beslissing om de personen tot bisschop en priester te wijden.
Thuc handelde hierbij zonder de noodzakelijke toestemming van de Heilige Stoel en hij en de vijf gewijde mannen werden geëxcommuniceerd door Paulus VI. Daarop brak de aartsbisschop met de groep en verzoende zich met de kerk.

### Claim op het pausdom
Na de dood van Paulus VI in 1978 beweerde Domínguez dat hij op een mystieke wijze tot paus is gekroond in een visioen door Jezus Christus. Het visioen vond plaats in Bogota in Colombia op 6 augustus 1978. Hij nam de naam Gregorius XVII aan en duidde zijn eigen kardinalen aan. Door deze gebeurtenissen veranderden de Karmelieten van het Heilig Gelaat in de Palmariaans-Katholieke Kerk. Sommige katholieken die verbonden waren met de Karmelieten verlieten daarop deze groep.
De Palmariaanse pausen claimen niet de titel van bisschop van Rome. In plaats daarvan beweren zij dat Christus de zetel van patriarch van het Westen verplaatst heeft naar El Palmar de Troya. Dit is een afwijking van de traditionele katholieke doctrine, die het pausdom vereenzelvigt met het bisdom Rome.
In zijn functie als paus noemde Domínguez de Rooms-Katholieke Kerk een valse kerk en excommuniceerde paus Johannes Paulus II. Gregorius XVII verklaarde Franco, Escrivá en Columbus heilig en benoemde Paulus VI tot een martelaar van het Palmariaanse geloof.

### Petrus II
Domínguez stierf in maart 2005 terwijl hij een visioen kreeg tijdens een oosterse liturgie. Zijn opvolger benoemde Domínguez onmiddellijk tot paus Sint-Gregorius XVII de Zeer Grote. Manuel Alonso Corral, die reeds in 2000 door Domínguez was benoemd als zijn opvolger, nam de naam Petrus II aan. Er was geen Palmariaans conclaaf voor deze verkiezing.
Petrus II beweerde niet visioenen te hebben maar gaf aan dat de antichrist geboren was in het jaar 2000. Palmariaanse doctrine zegt dat de antichrist Jezus zal bespotten en een publieke verschijning zal maken als deze persoon 12 jaar zal zijn, met andere woorden rond het jaar 2012. Zijn of haar publieke leven zal beginnen wanneer deze persoon 30 jaar oud is.
Petrus II stierf op 15 juli 2011 na een lange ziekte.

### Gregorius XVIII
Petrus II werd opgevolgd door zijn minister van Buitenlandse Zaken, Hernández, die de naam Gregorius XVIII aannam. Hij trad af op 22 april 2016. In het begin van zijn pontificaat stond hij bekend als een paus die zeer strikte regels oplegde. Later schafte hij weer een aantal van deze af.

### Petrus III
Na het aftreden van Gregorius XVIII werd op 23 april 2016 een nieuwe paus gekroond in de Palmariaanse Kerk. Zoals verwacht was dit Odermatt, Gregorius XVIII's minister van Buitenlandse Zaken. Odermatt nam de naam Petrus III aan.

### Heden

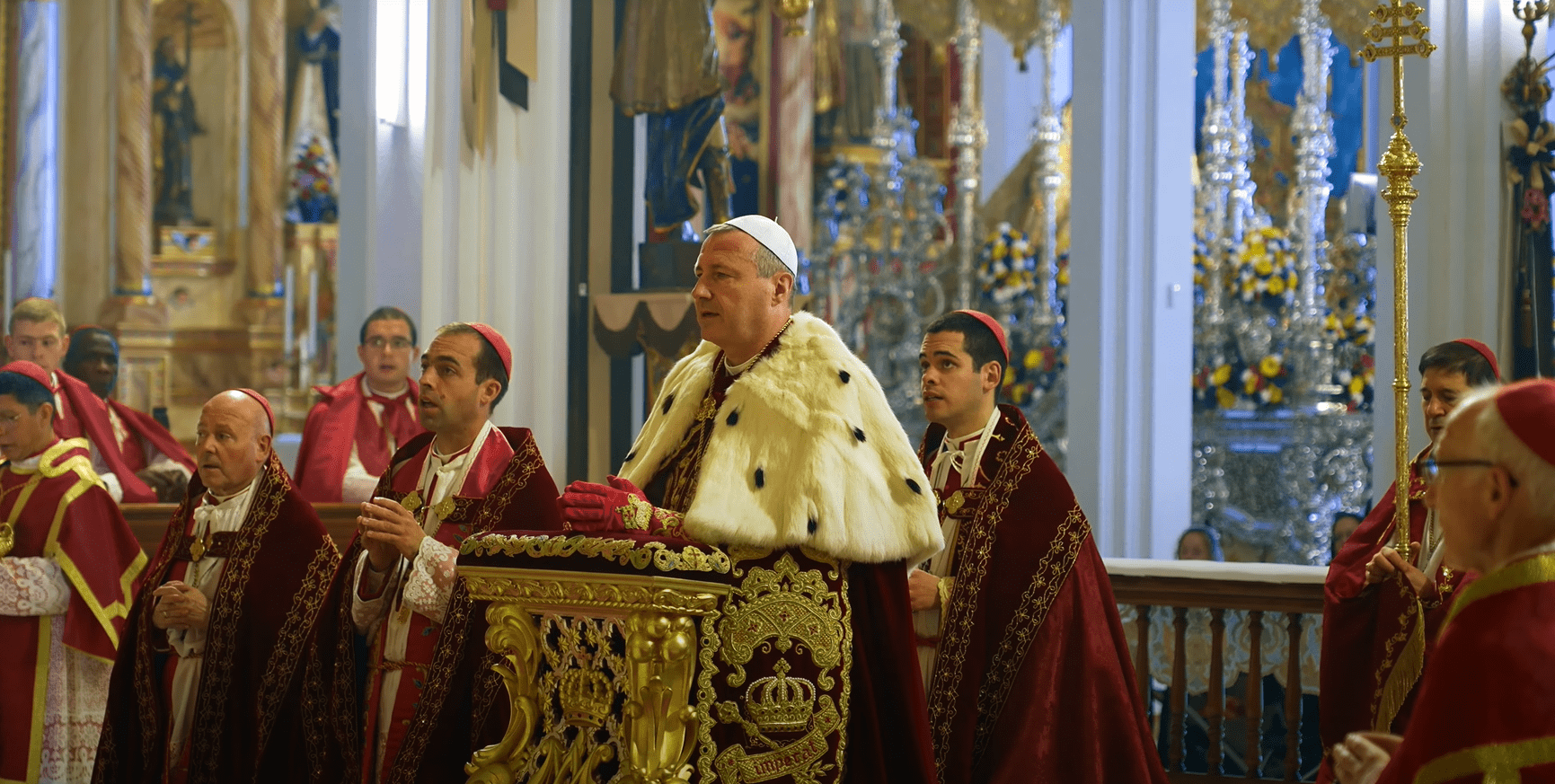
Pauselijke Mis - Paus Petrus III

In een preek in augustus 2011 verklaarde Gregorius XVIII dat de kerk tussen de 1000 en 1500 leden telde. In de daaropvolgende jaren werden echter velen van hen geëxcommuniceerd. In 2015 lag het aantal bisschoppen ongeveer rond de 30, net zoals het aantal nonnen. Volgens Magnus Lundberg waren de meeste nieuwe leden kinderen van Palmariaanse koppels en niet mensen van buitenaf. In 2015 bleven nog 32 bisschoppen over van de 192 mannen die geconsacreerd waren in de periode 1976-2015 volgens Lundberg.
Sinds 1983 heeft de kerk haar riten en liturgie grondig aangepast. Oorspronkelijk volgde deze de vorm van de Tridentijnse mis. De Palmariaanse liturgie werd ingekrompen tot woorden over consecratie. De Stoel van El Palmar de Troya heeft ook de Werkelijke Tegenwoordigheid van Maria in de heilige eucharistie en de lichamelijke hemelvaart van Sint-Jozef tot dogma's van het geloof verklaard. Sinds het jaar 2000 had de kerk haar eigen versie van de Bijbel. Deze werd aangepast door Domínguez op basis van profetische autoriteit en was een product van het Tweede Palmariaanse Concilie, ook de Palmariaanse synode genoemd. Om deze redenen en de strikte regels omtrent communicatie met personen buiten het geloof worden de Palmariaanse gelovigen door andere katholieken als ketters en sekteleden beschouwd.
De Archidonische-Palmariaanse Kerk (Archidona, Spanje) werd in 2000 gevormd door de verstoting van 16 kardinalen en vijf nonnen. Zij werden door Domínguez verbannen om verschillende redenen. De belangrijkste was dat Domínguez geloofde dat er een "kerk binnen een kerk" bestond, die samenzwoer om hem omver te werpen of te vermoorden. De groep in Archidona is sindsdien bijna opgeheven en er blijven slechts vier tot vijf personen over. Zij noemen zichzelf onafhankelijke Palmariaanse priesters. Zij geloven dat de troon van Petrus opnieuw vacant is.

## Heiligen
De lijst met heiligen door de kerk heilig verklaard omvat: Christoffel Columbus, Francisco Franco, Francisco Jiménez de Cisneros, José Antonio Primo de Rivera, José Calvo Sotelo, Jozefmaria Escrivá, Luis Carrero Blanco, Don Pelayo en 300.000 martelaren van de Spaanse Burgeroorlog.

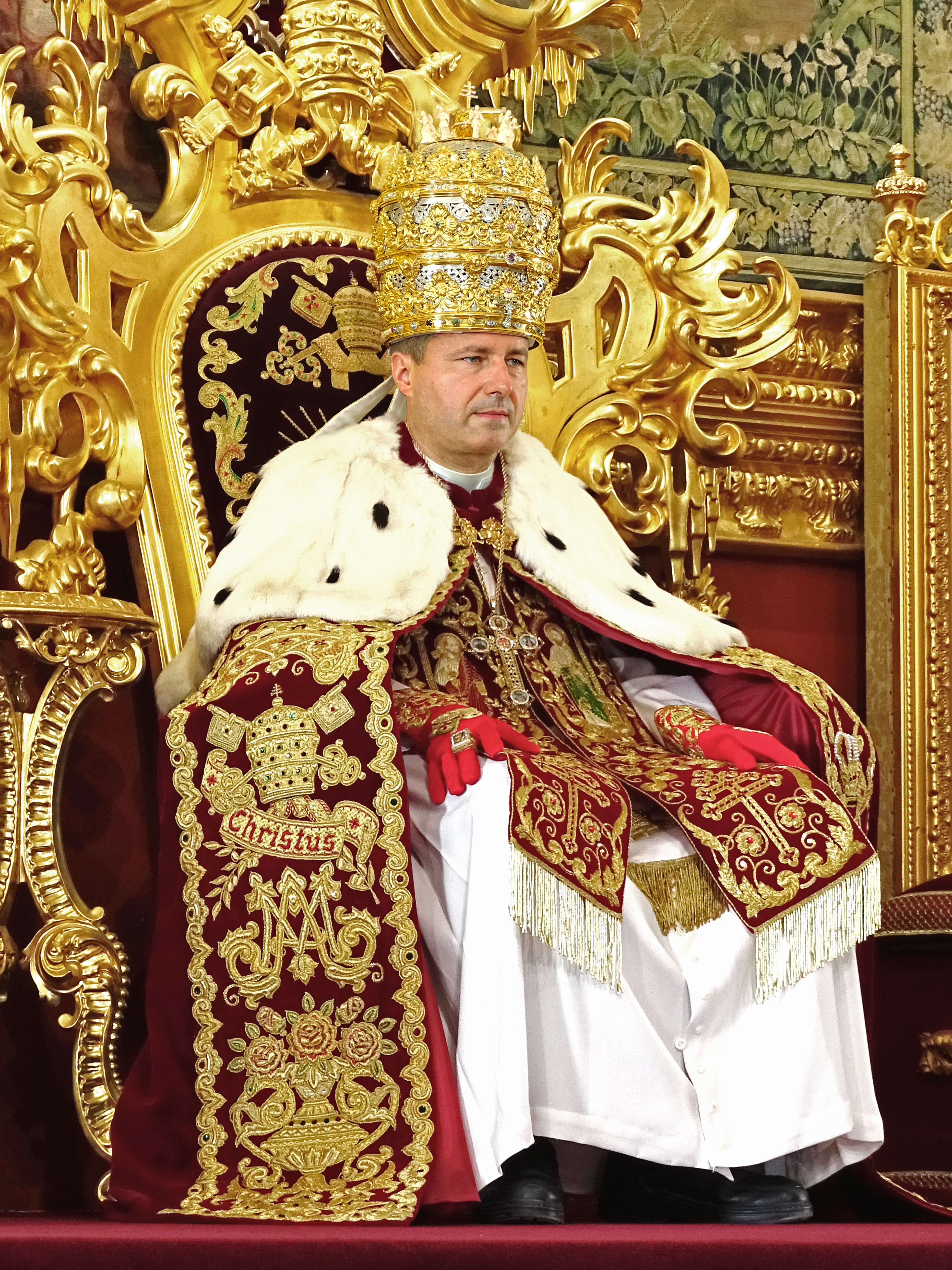
Paus Petrus III

## Palmariaanse pausen
| Nr. | (Tegen)paus     | Echte naam                                    | Pontificaat                      |
| --- | --------------- | --------------------------------------------- | -------------------------------- |
| 1   | Gregorius XVII  | Clemente Domínguez y Gómez                    | 15 augustus 1978 - 22 maart 2005 |
| 2   | Petrus II       | Manuel Alonso Corral                          | 22 maart 2005 - 15 juli 2011     |
| 3   | Gregorius XVIII | Sergio María Ginés Jesús Hernández y Martinez | 23 juli 2011 - 22 april 2016     |
| 4   | Petrus III      | Joseph Odermatt                               | 23 april 2016 - heden            |

## Hoofdzetel
De hoofdzetel ligt in het Spaanse dorp El Palmar de Troya. Op het ommuurd domein staat de kathedraal van Onze Gekroonde Moeder van Palmar, die de katheders van de Palmariaanse pausen bevat en op zijn minst vijftien altaren.

## In populaire cultuur
- De Palmariaans-Katholieke Kerk speelt een grote rol in het boek Oorsprong (Engels: Origin) van Dan Brown.
- De gebeurtenissen rond de stichting van de kerk zijn verfilmd in Spaanse film uit 1986 Manuel y Clemente.